# Lisa Lois
Lisa Lois, artiestennaam van Lisa Hordijk (Wageningen, 22 juni 1987), is een Nederlands zangeres. Zij was in 2009 de winnaar van de Nederlandse versie van het televisietalentenjachtprogramma X Factor. Deze winst werd bekroond met een platencontract en het uitbrengen van haar eerste single, een cover van Hallelujah van Leonard Cohen.

## Levensloop
Hordijk zong vóór haar deelname aan X Factor vier jaar in de band Left Lane Lisa, die door het hele land optrad en vooral in de regio rond Wageningen grote bekendheid genoot. Verder zong zij in een allround coverband. Zij trad op het Tilburgse poppodium 013 en in het Utrechtse Tivoli op als zangeres.
Ook heeft Hordijk in 2010 'Love Me Tender' van Elvis Presley ingezongen. Het kwam uit in november 2010 en verscheen op het album Viva Elvis. In 2014 doet zij ook mee met het zesde seizoen van De beste zangers van Nederland.

### X Factor
Op 9 mei 2009 werd Hordijk de winnares van X Factor. Zij zong de winnende single Hallelujah. Op 9 juni werd bekendgemaakt dat Hordijk een speciale akoestische versie had opgenomen met topproducer Giorgio Tuinfort, die eerder al samenwerkte met grootheden als Akon, Leona Lewis en Gwen Stefani. Het nummer werd op 12 juni uitgebracht. Verder scoorde Hordijk met Hallelujah de grootste nummer 1-hit van alle talentenjachten ooit in Nederland. Het nummer behaalt met eerder genoemde versies - jaren na de lancering - de itunes-lijsten van Nederland, Portugal, Zwitserland en België. In 2009 stond Lois twee avonden in de Amsterdam ArenA tijdens Toppers in concert 2009.

### Smoke
Lisa's eerste album, Smoke, kwam uit op 27 november 2009. Tom Barnes, Peter Kelleher en Ben Kohn (productie trio TMS) werden ingehuurd om haar plaat te produceren. Tracks van het album werden geschreven door bekende songwriters, zoals Jessie J, Pixie Lott en Phil Tornalley, die hits geschreven heeft voor Natalie Imbruglia. Smoke debuteerde op #6 in de Album Top 100 en verkocht meer dan 50.000 exemplaren en werd daarmee met Platina onderscheiden. Tijdens 3FM Serious Request 2009 gaf Hordijk een "huiskamerconcert" dat 30.000 euro opleverde.

### Breaking Away
Lois werkte lang aan de opvolger van haar debuut. Ditmaal schreef ze mee aan de liedjes. Tussen de opnames door trad zij op. Zo was ze enige tijd backing vocalist bij Trijntje Oosterhuis en verzorgde ze het Europese voorprogramma van de Amerikaanse soulzanger Allen Stone. Het nieuwe album van de zangeres verscheen begin mei onder de titel Breaking Away. De nummers 'Silhouette' en 'Crazy' worden als singles uitgegeven. Het nummer 'Silhouette' behaalt in Nederland een nummer 4-notering in de Itunes-Lijst. Het nummer Crazy piekt in de Itunes lijst op nummer 28. In de reguliere hitlijsten deden de nummers het minder, alleen Silhouette kwam daarin terecht.
In 2018 zong Lois het nummer Goede tijden, slechte tijden, dat als titelsong werd gebruikt voor de gelijknamige RTL 4-soap Goede tijden, slechte tijden. Haar variant is sinds de zomer van 2018 elke werkdag als titelsong te horen.

## Discografie

### Albums
| Album met eventuele hitnotering(en) in de Nederlandse Album Top 100 | Datum van verschijnen | Datum van binnenkomst | Hoogste positie | Aantal weken | Opmerkingen |
| ------------------------------------------------------------------- | --------------------- | --------------------- | --------------- | ------------ | ----------- |
| Smoke                                                               | 27-11-2009            | 05-12-2009            | 4               | 46           | Platina     |
| Breaking away                                                       | 2013                  | 18-05-2013            | 10              | 9            |             |

### Singles
| Single met eventuele hitnotering(en) in de Nederlandse Top 40 | Datum van verschijnen | Datum van binnenkomst | Hoogste positie | Aantal weken | Opmerkingen                                                                                  |
| ------------------------------------------------------------- | --------------------- | --------------------- | --------------- | ------------ | -------------------------------------------------------------------------------------------- |
| Hallelujah                                                    | 11-05-2009            | 23-05-2009            | 1(4wk)          | 15           | als Lisa / Nr. 1 in de Single Top 100 / 2x Platina / Best verkochte single van het jaar 2009 |
| No Good for Me                                                | 13-11-2009            | 07-11-2009            | 26              | 4            | Nr. 4 in de Single Top 100                                                                   |
| Promises, Promises                                            | 01-02-2010            | 06-03-2010            | 35              | 5            | Nr. 44 in de Single Top 100                                                                  |
| Little by Little                                              | 29-05-2010            | 12-06-2010            | tip7            | –            | Nr. 71 in de Single Top 100                                                                  |
| Love Me Tender 2010                                           | 08-10-2010            | 16-10-2010            | tip17           | –            | met Elvis Presley / Nr. 85 in de Single Top 100                                              |
| Euphoria                                                      | 20-11-2012            | -                     |                 |              | Nr. 87 in de Single Top 100                                                                  |
| Silhouette                                                    | 07-01-2013            | 02-02-2013            | 32              | 4            | Nr. 31 in de Single Top 100                                                                  |
| Koningslied                                                   | 19-04-2013            | 27-04-2013            | 2               | 4            | als onderdeel van Nationaal Comité Inhuldiging / Nr. 1 in de Single Top 100                  |
| Crazy                                                         | 2013                  | 18-05-2013            | tip5            | -            | Nr. 81 in de Single Top 100                                                                  |

| Single met hitnotering(en) in de Vlaamse Ultratop 50 | Datum van verschijnen | Datum van binnenkomst | Hoogste positie | Aantal weken | Opmerkingen                                    |
| ---------------------------------------------------- | --------------------- | --------------------- | --------------- | ------------ | ---------------------------------------------- |
| Koningslied                                          | 2013                  | 11-05-2013            | 41              | 1            | als onderdeel van Nationaal Comité Inhuldiging |

### NPO Radio 2 Top 2000
| Nummer met noteringen in de NPO Radio 2 Top 2000 | '10 | '11 | '12 | '13 | '14 | '15 | '16 | '17 | '18 | '19 | '20 | '21 | '22 | '23 | '24  |
| ------------------------------------------------ | --- | --- | --- | --- | --- | --- | --- | --- | --- | --- | --- | --- | --- | --- | ---- |
| Hallelujah                                       | 409 | 296 | 393 | 458 | 593 | 761 | 807 | 896 | 765 | 789 | 826 | 864 | 915 | 936 | 1082 |

1. ↑  Een vetgedrukt getal geeft de hoogste notering aan.
2. ↑  2010 was het eerste jaar met een notering voor dit nummer.

## Trivia
- De broer van Lisa, Chris, deed mee aan het 2e seizoen van The voice of Holland en werd daarbij tweede. De twee speelden van 2003 tot 2008 samen in de band Left Lane Lisa.
- Lisa zong samen met haar broer Chris It's Only Love in de finale van The voice of Holland 2012.
- Lisa heeft een relatie en kreeg in 2021 een dochter.